# Heorogar
Heorogar est un roi danois légendaire de la dynastie des Scyldingas mentionné dans le poème anglo-saxon Beowulf.

## Étymologie
Comme la plupart des noms germaniques (en), Heorogar est un nom dithématique. Il se compose des éléments vieil-anglais heoro « épée » et gar « lance ».

## Attestations
Heorogar est décrit comme l'aîné des fils du roi Healfdene :
Il eut quatre enfants qui dans cet ordre

vinrent au monde et furent meneurs d'armées :

Heorogar et Hrothgar ainsi qu'Halga le Bon.

On dit que la fille épousa le roi Onela,

qu'elle partagea la couche du Belliqueux Scylfien.
— Beowulf, vers 59-63
Après ses victoires sur Grendel et sa mère, le héros Beowulf reçoit de nombreux trésors du roi Hrothgar, parmi lesquels des armes (un étendard, un heaume, une armure et une épée) qu'il décrit ainsi :
Elles ont appartenu, dit-il, pendant longtemps

au roi Heorogar, chef des Scyldingiens,

qui n'a pas souhaité donner à son fils,

le hardi Heoroweard (en), malgré sa loyauté,

ces armes défensives.
— Beowulf, vers 2158-2162

## Parallèles
Contrairement à son père Healfdene (Halfdan) et ses frères Hrothgar (Hróarr) et Halga (Helgi), Heorogar n'est pas mentionné dans les sources d'origine scandinave qui s'intéressent à la dynastie des Scyldingas (Skjöldungar) comme la Saga de Hrólf Kraki ou la Geste des Danois de Saxo Grammaticus. En revanche, son fils Heoroweard (en) (Hjörvarðr) y joue un rôle important en tant que meurtrier du héros Hrólfr Kraki,.